# جسر بيليساك
جسر بيليساك Pelješac Bridge ((بالكرواتية: Pelješki most)‏، تلفظ [pěʎeʃkiː môːst]) هو جسر معلق بالكوابل في مقاطعة دوبروفنيك-نيريتفا، كرواتيا. الغرض منه توفير وصلة ثابتة من جنوب شرق كرواتيا شبه المعزول إلى بقية البلاد مع تجاوز الشريط الساحلي القصير للبوسنة والهرسك في نيوم. يمتد الجسر على القناة البحرية بين كومارنا في البر الرئيسي الشمالي وشبه جزيرة بيليساك، وبالتالي يمر بالكامل عبر الأراضي الكرواتية ويتجنب أي معابر حدودية مع البوسنة والهرسك في نيوم.
بدأ البناء في 30 يوليو 2018، واتصل الجسر في 28 يوليو 2021. وجرى افتتاح الجسر والطرق المؤدية إليه أمام حركة المرور في 26 يوليو 2022.

## خصائص الجسر

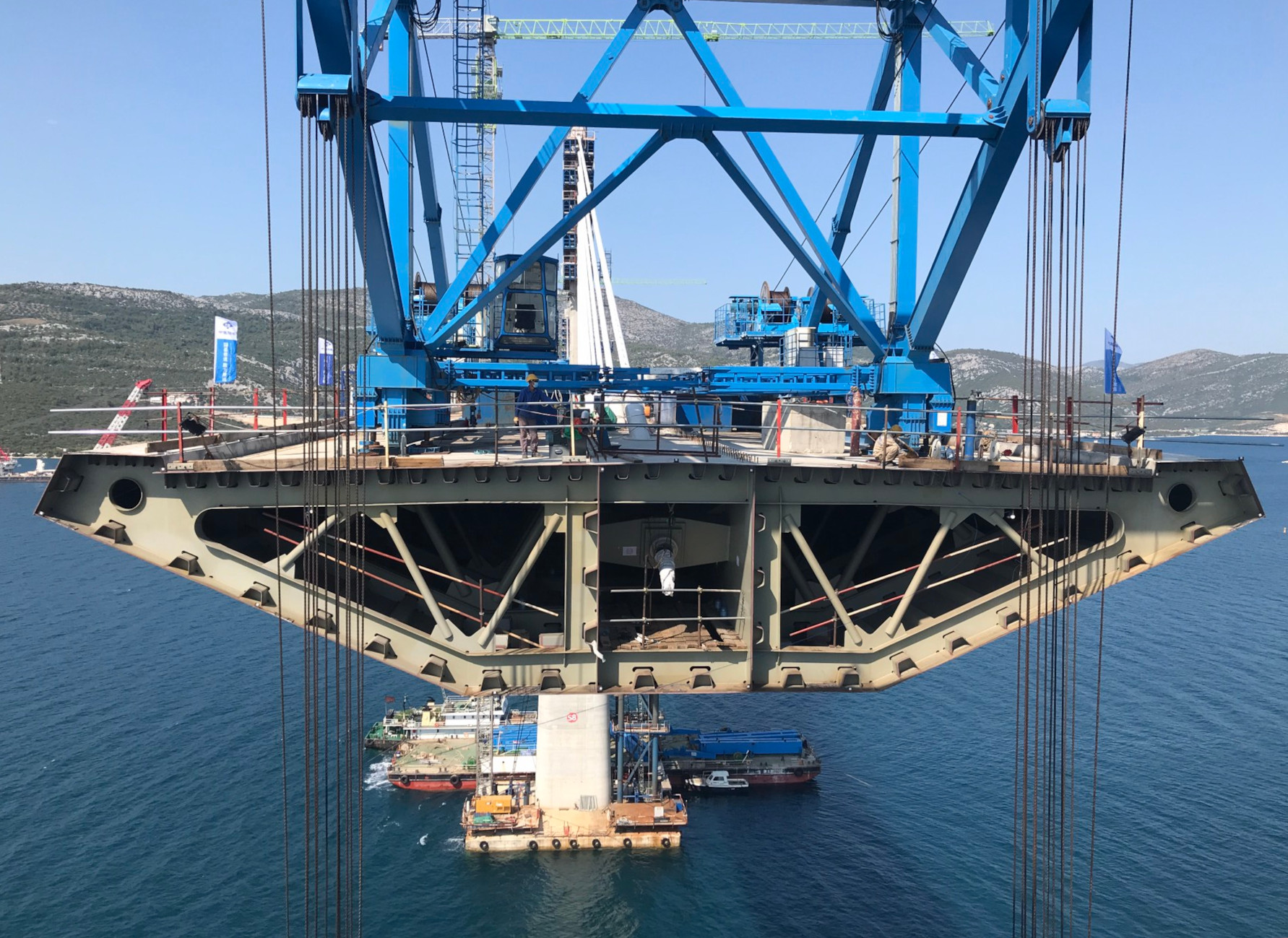
تركيب آخر فاصل في يوليو 2021

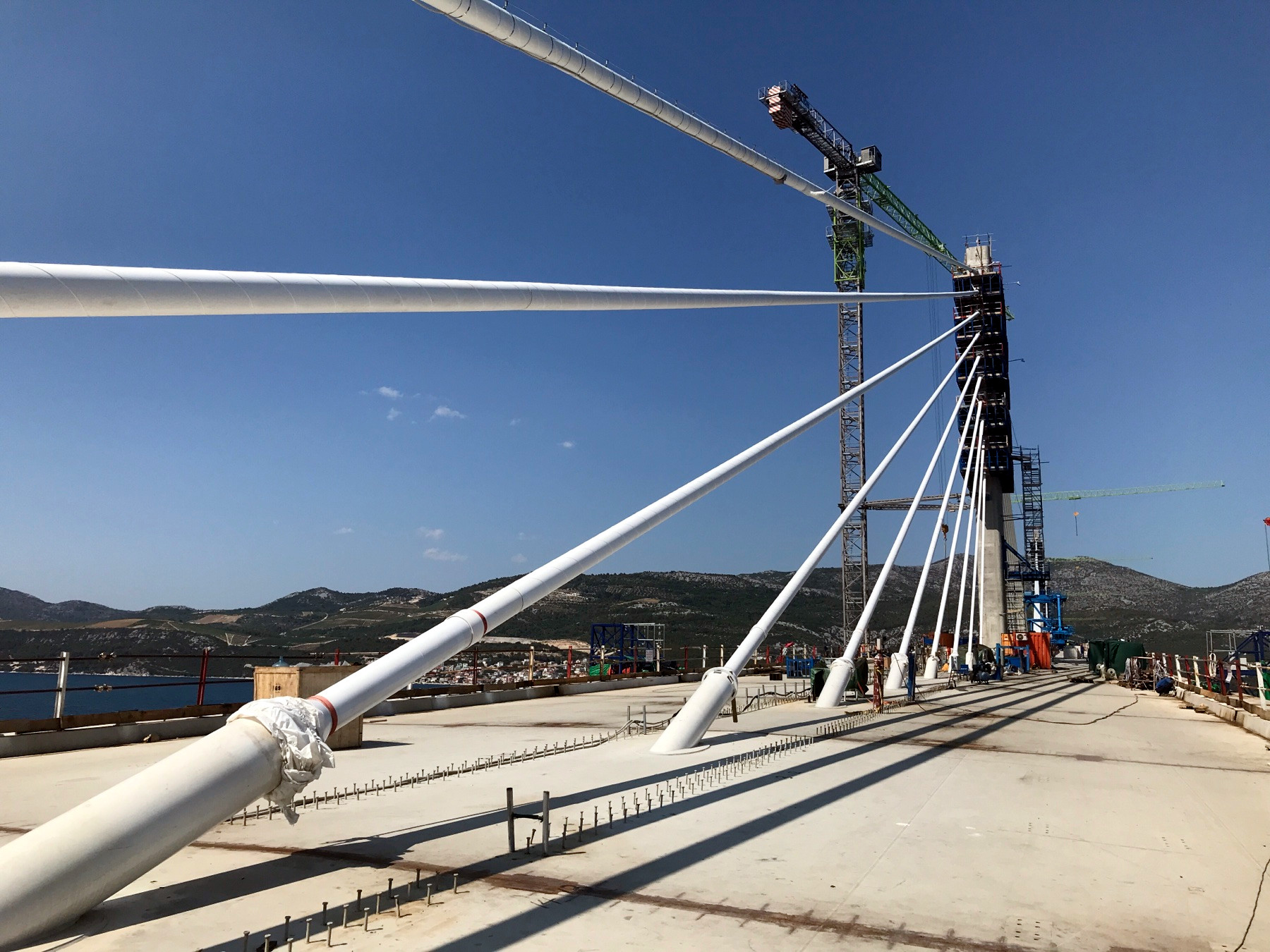
سطح الجسر والكابلات في يوليو 2021

وفق التصميم الأصلي للجسر عام 2007 يصل طوله إلى 568 متر (1,864 قدم). وجرى تعديل هذا التصميم ليصبح جسرًا مُعلقًا بالكوابل بطول إجمالي يبلغ 2,404 متر (7,887 قدم). وهو يتألف من ثلاثة عشر قسمًا، سبعة منها مثبتة بالكوابل - خمسة مركزية بطول 285 متر (935 قدم) لكل منها، واثنين من الخارج بطول 203.5 متر (668 قدم) لكل منهما. ويوجد برجان حوالي 200 متر (660 قدم) × 55 متر (180 قدم)، ويبلغ ارتفاع جسم الجسر 98 متر (322 قدم) فوق مستوى سطح البحر و222 متر (728 قدم) قدمًا) فوق قاع البحر. صمم الجسر المهندس السلوفيني مارجان بيبينباهر.
تطلبت طرق الوصول على جانبي الجسر أعمال بناء أخرى، مثل نفقين على جزيرة بيليساك (أحدهما بطول 2,170 متر (7,120 قدم) والآخر بطول 450 متر (1,480 قدم)، بالإضافة إلى جسرين أصغر على بيليساك، (واحد بطول 500 متر (1,600 قدم) وىلآخر بطول 50 متر (160 قدم)). لا يمكن أن يُشكل الجسر جزءًا من الطريق السريع A1، الذي يربط حاليًا بين زغرب وبلوتشي، لأنه ليس من المخطط تضمين العدد المطلوب من الممرات لدعمه. من المخطط أن يكون الطريق من بلوتشي عبر الجسر باتجاه ستون وإلى الجنوب إلى دوبروفنيك طريقًا سريعًا مكونًا من أربعة حارات.

## التاريخ

موقع الجسر

نظرًا لأن البر الرئيسي الكرواتي يتقاطع مع شريط صغير من الساحل حول بلدة نيوم التي تقع ضمن البوسنة والهرسك، التي تُشكل المنفذ الوحيد للبوسنة والهرسك على البحر، فإن الاتصال المادي للجزء الجنوبي من دالماسيا مع بقية كرواتيا يقتصر على المياه الإقليمية الكرواتية. في عام 1996، وقعت البوسنة والهرسك وكرواتيا اتفاقية نيوم التي منحت كرواتيا بموجبها المرور دون عائق عبر نيوم، ولكن لم يجري التصديق على الاتفاقية. يجب أن تخضع جميع حركة المرور التي تمر عبر ممر نيوم لفحوصات حدودية على البضائع والأشخاص. لذلك، يجب على الأشخاص الذين يسافرون من منطقة دوبروفنيك إلى البر الرئيسي لكرواتيا المرور حاليًا عبر نقطتي تفتيش على الحدود في مساحة 9 كيلومتر (5.6 ميل). إذا انضمت كرواتيا إلى منطقة شنغن في المستقبل (وهو أمر ملزم نظريًا بالقيام به وفقًا لشروط انضمامها إلى الاتحاد الأوروبي)، فستكون الفحوصات أكثر صرامة وتستغرق وقتًا طويلاً، حيث يتطلب قانون حدود شنغن إجراء فحوصات ليس فقط عند دخول منطقة شنغن، ولكن أيضًا عند الخروج منها. وبالتالي، فإن أي شخص يسافر من دوبروفنيك إلى البر الرئيسي لكرواتيا سيخضع لثلاث عمليات تفتيش حدودية مختلفة: فحص خروج كرواتي (شنغن)، وفحص دخول بوسني-هيرزيغوفين، وفحص دخول كرواتي (شنغن). في حين أن عمليات التحقق من حدود البوسنة والهرسك لحاملي جوازات السفر في البلدان الأوروبية في المواقع السياحية عادة ما تكون عمليات فحص بصرية سريعة للتحقق من أن صورة جواز السفر تتطابق مع الشخص الذي يقدم جواز السفر وأن جواز السفر لم تنته صلاحيته، فإن فحوصات شنغن تتضمن الآن مسح جميع جوازات السفر (حتى تلك الخاصة بجواز سفر المواطنين الذين يتمتعون بالحق في حرية الحركة غير المقيدة على مستوى الاتحاد الأوروبي) ومطابقتها مع قواعد البيانات المختلفة، والتي يمكن أن تستغرق ما يصل إلى 30 ثانية لكل فرد. وهكذا، على سبيل المثال، يمكن إيقاف سيارة تقل أربعة أشخاص لمدة دقيقتين عند كل حدود كرواتية. في الموسم السياحي الصيفي، سيؤدي هذا الاحتمال إلى تأخيرات على الحدود ويتطلب حلاً عاجلاً، مثل جسر يتجاوز نيوم ويظل المسافر عبره في كرواتيا.

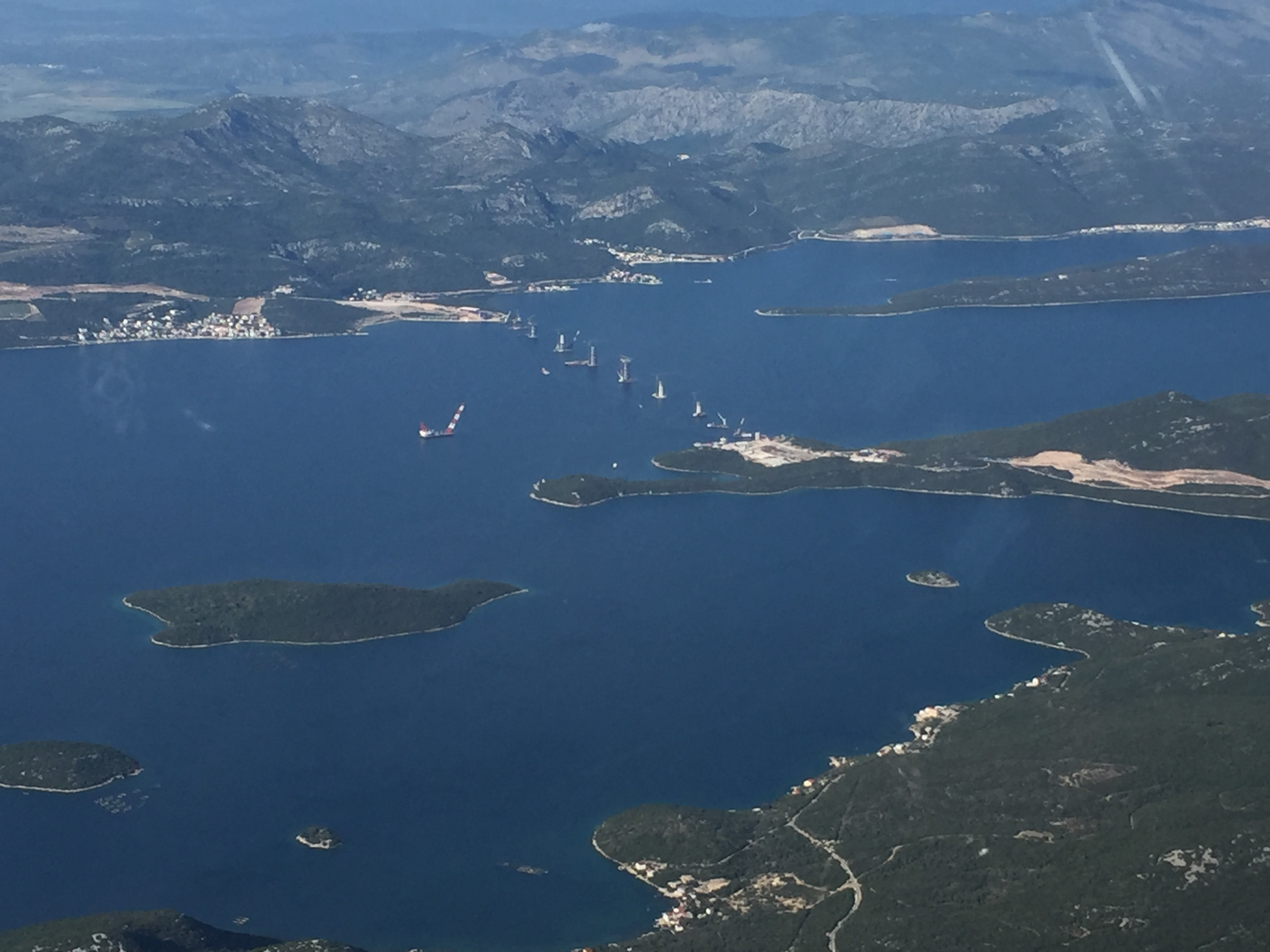
موقع البناء في يونيو 2020

أعلن إيفان سبيرلي، حاكم مقاطعة دوبروفنيك-نيريتفا وعضو الحزب الديمقراطي الاجتماعي (SDP) اقتراحًا ببناء الجسر في عام 1997. رفض الاتحاد الديمقراطي الكرواتي (HDZ) الفكرة في البداية، لكنه حصل في عام 1998 على دعم النائب لوكا بيبيتش. في عام 2000، جرى إضافة الجسر إلى المخطط المكاني للمحافظة ووضعت خطط البناء الأولى.
بدأت أعمال البناء في مشروع الجسر رسميًا في نوفمبر 2005 بافتتاح كبير بقيادة رئيس الوزراء آنذاك إيفو ساندر. على الرغم من ارتفاع تكلفة مشروع الجسر بشكل كبير مقارنة بالتقدير الأولي، إلا أن الحكومة استمرت في دعم فكرة الجسر. جرى تغيير التصميم الأولي ليُعالج الملاحظات التي أبدتها البوسنة والهرسك بشأن الخطط الأولى. اتفق الجانبان على بناء الجسر في أوائل ديسمبر 2006.
في مايو 2007، قال وزير البنية التحتية الكرواتي بوزيدار كالميتا إن الاستعدادات لبناء الجسر تسير وفقًا للخطة وأن المناقصة الأولية قيد الإعداد. وأضاف كالميتا أن السؤال عن موعد بدء أعمال البناء يعتمد على ما إذا كان سيجري اختيار الشركة المُنفذة في الجولة الأولى. في 11 يونيو 2007، أعلنت هيئة الطرق الكرواتية عن مناقصة عامة لبناء الجسر. في 28 أغسطس 2007 أُعلنت قائمة الشركات مقدمي العروض والتي تضم: Konstruktor وViadukt وHidroelektra (من كرواتيا)؛ وDywidag (ألمانيا)، وStrabag (النمسا)، وCimolai (company) [cimolai (azienda)] (إيطاليا)، وإيفل (فرنسا)؛ وAlpine Bau (سالزبورغ، النمسا)
أكد كالميتا أن أعمال البناء ستبدأ في خريف 2007. كان يتعين على الشركة المُنفذة إكمال المشروع في أربع سنوات. قدرت تكاليف البناء بـ 1.9 مليار كونا كرواتية، ما يقرب من 260 مليون يورو. بتمويل من قبل هيئة الطرق ومن خلال قروض من البنوك الاستثمارية الأوروبية.
في يونيو 2007، بعد نشر العطاء، أفادت وسائل الإعلام بتجدد معارضة لجنة حدود الدولة في البوسنة والهرسك. وأعلنت البوسنة والهرسك أنها ستقاضي كرواتيا إذا بدأت بناء الجسر من جانب واحد.
في 14 سبتمبر 2007، أعلنت وزارة البناء أن شركة كونسورتيوم Konstruktor / Viadukt / Hidroelektra قد فازت بالمناقصة وأنه سيوقع عقدًا بقيمة 1.94 مليار كونا، أي ما يقرب من 265 مليون يورو في ذلك الوقت. بدأت أعمال البناء في الجزءين الشمالي والجنوبي في 24 أكتوبر 2007، وبدأت الأعمال البحرية في خريف عام 2008.
في يوليو 2009، أعلنت الحكومة الكرواتية بقيادة يادرانكا كوسور أنه في ظل الجهود المبذولة لتقليل النفقات خلال الأزمة الاقتصادية، فمن المقرر المضي في بناء الجسر وفقًا لجدول زمني أبطأ بكثير مما كان مخططًا في الأصل. في نوفمبر 2009، ذكر كالميتا أن الإنشاء سيستمر حتى عام 2015. أشارت ميزانية 2010 وبرنامج شق الطرق إلى أنه بحلول نهاية عام 2012، سيُنفق استثمارات بقيمة 433.5 مليون كونا أو 60 مليون يورو في الجسر، وهو أقل من ربع الإجمالي.
بعد الانتخابات البرلمانية الكرواتية لعام 2011، أنهت الحكومة الجديدة بقيادة الحزب الديمقراطي الاجتماعي عقد البناء الحالي بقيمة 1.94 مليار كونا (259 مليون يورو ) لنقص الأموال في مايو 2012. في الوقت نفسه، وُضع خطط لاستخدام مواقع بناء الجسر كمواقع جديدة لرسو العبارات. كان هناك أيضًا نقاش حول كيفية مقارنة تكلفة وسرعة حل العبّارة بتكلفة الجسر الملغى، حيث ادعى وزير الشؤون البحرية والنقل والبنية التحتية أن العبارة ستكون أقل تكلفة وسريعة بشكل معقول، بالإضافة إلى اكتمالها بحلول 1 يوليو 2013، وهو الوقت الذي انضمت فيه كرواتيا إلى الاتحاد الأوروبي وكان من الممكن أن يصبح نظام الحدود الجديد مشكلة.
في عام 2012، منح الاتحاد الأوروبي كرواتيا مبلغًا قدره 200 ألف يورو لإجراء دراسة جدوى مسبقة لبناء جسر بيليساك. ستفحص الدراسة ليس فقط الجسر المتوقع، ولكن أيضًا حل ممر طريق مغلق عبر المناطق النائية في نيوم. «الهدف الاستراتيجي للحكومة هو ربط أراضي كرواتيا بشكل فعال، وهو أيضًا هدف من أهداف الاتحاد الأوروبي، لأن الأراضي الكرواتية ستصبح إحدى أراضي الاتحاد. وزعمت وزيرة الخارجية، فيسنا بوسيتش، أنه لا ينبغي تسييس هذا المشروع، بل يجب أن نرى الإجراء الأكثر فعالية من حيث التكلفة». كما شددت على أن التصديق على معاهدة تويمان-عزت بيغوفيتش لعام 1996 (اتفاقية نيوم) لم يكن شرطًا لتلقي الأموال الأوروبية لبناء الجسر، ولكن لن يكون هناك ضرر إذا حدث ذلك.
خلصت دراسة الجدوى التي أعدتها كرواتيا لتحليل البدائل الممكنة إلى أن بناء الجسر سيكون الخيار الأكثر ملاءمة لأنه سجل أعلى الدرجات في المعايير المتعددة (السلامة، التأثير على حركة المرور، الأثر البيئي) وتحليل التكلفة والعائد، مقارنةً بـ خيارات أخرى مثل ممر طريق سريع أو اتصال بالعبّارة أو بناء أنفاق. جرى إعداد المشروع بالتشاور مع سلطات البوسنة والهرسك. كانت ضرورة الحفاظ على التراث الطبيعي لكرواتيا معيارًا أساسيًا يؤخذ في الاعتبار في جميع مراحل إعداد المشروع.
قامت المفوضية الأوروبية أيضًا بتقييم المشروع قبل اعتماد خبراء مستقلين في إطار المساعدة المشتركة لدعم المشاريع في المناطق الأوروبية (JASPERS) فيما يتعلق بجدواه وجدواه الاقتصادية.
اقترحت دراسة فرنسية في ديسمبر 2013 أن الجسر هو الحل الأكثر جدوى، وصرح وزير النقل الكرواتي سينيشا هاجداش دونتشيتش أن بناء الجسر سيبدأ في عام 2015. في يوليو 2015، قالت حكومة كرواتيا إن من المرجح أن يبدأ البناء في ربيع 2016.
بحلول عام 2016، ذكرت الحكومة الكرواتية إن البناء سيمضي قدمًا سواء بتمويل من الاتحاد الأوروبي أو بدونه. كما جرى تأخير مواعيد البناء بسبب شكوى رسمية بشأن وثائق المناقصة.

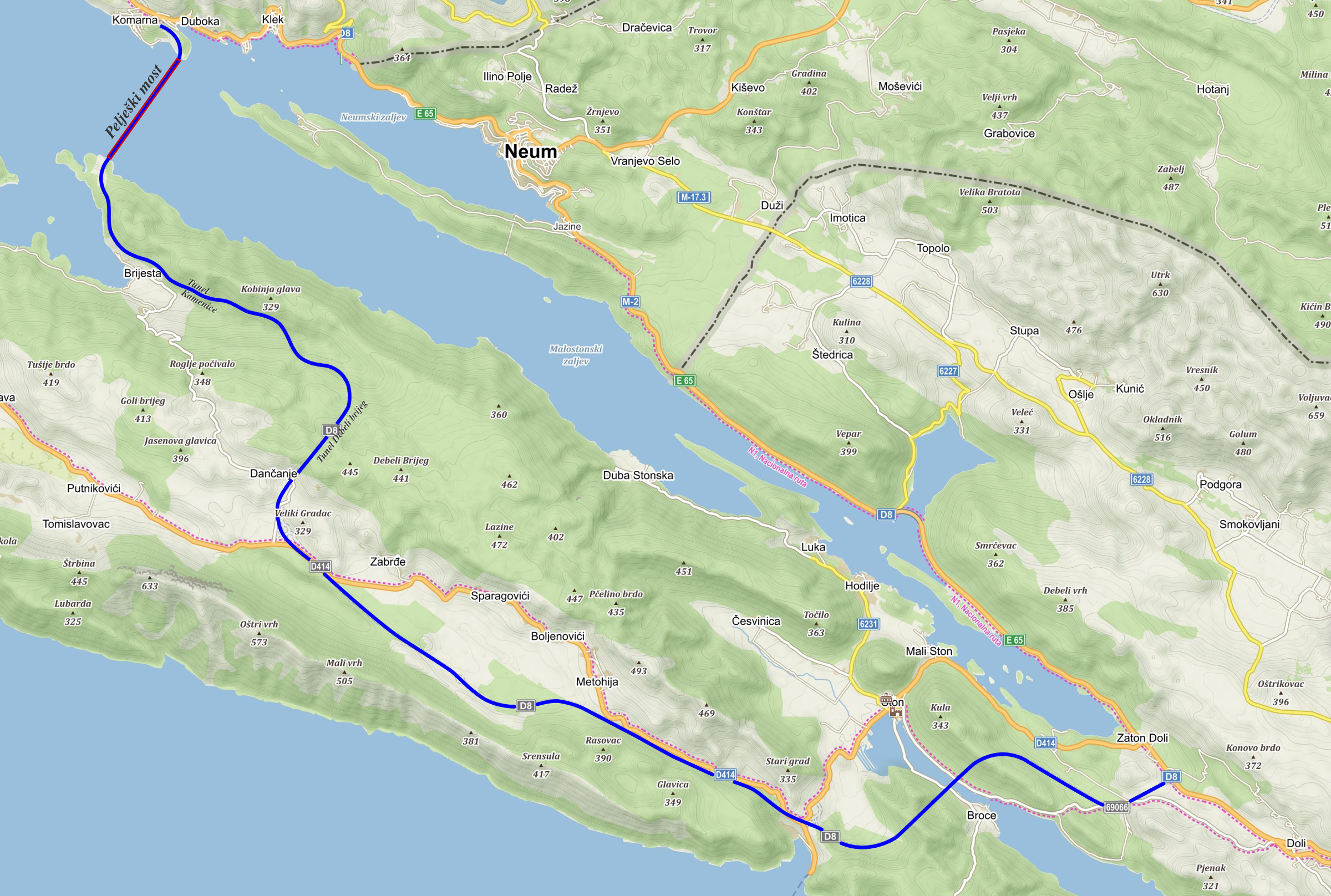
خريطة الجسر وطرق الوصول إليه

أعلنت المفوضية الأوروبية في 7 يونيو 2017 أنه سيجري توفير 357 مليون يورو من أموال السياسة الإقليمية للاتحاد الأوروبي للجسر والبنية التحتية الداعمة (الأنفاق والممرات الجانبية والجسور وطرق الوصول)، ومن المقرر الانتهاء من أعمال البناء في عام 2022. ستبلغ مساهمة الاتحاد الأوروبي 85٪ من إجمالي تكاليف البناء، بهدف إفادة السياحة والتجارة والتماسك الإقليمي.
على الرغم من احتجاجات السياسيين البوسنيين، أكدت وزيرة التنمية الإقليمية الكرواتية غابرييلا شالاك وكذلك رئيس الوزراء الكرواتي أندريه بلينكوفيتش أن بناء الجسر سيستمر.

في 15 سبتمبر 2017، أُعلن عن قيام شركة الصين للطرق والجسور، والشركة النمساوية Strabag والشركة الإيطالية-التركية Astaldi-Içtas بتقديم طلب للحصول على مناقصة بناء الجسر. عرض النمساويون تكلفة 2.622 مليار كونا، وكان العرض الإيطالي-التركي 2.551 مليار كونا، في حين كان العرض الصيني 2.08 مليار كونا. في 15 يناير 2018، اتخذت هيئة الطرق قرارًا رسميًا بموجبه فازت شركة الصين للطرق والجسور بالمناقصة، بسبب السعر الأدنى، كذلك عرض الشركة إكمال المشروع ستة أشهر أسرع من المطلوب. بدأ البناء بحلول منتصف عام 2019، وبدأ بناء أعمدة الجسر في أكتوبر.

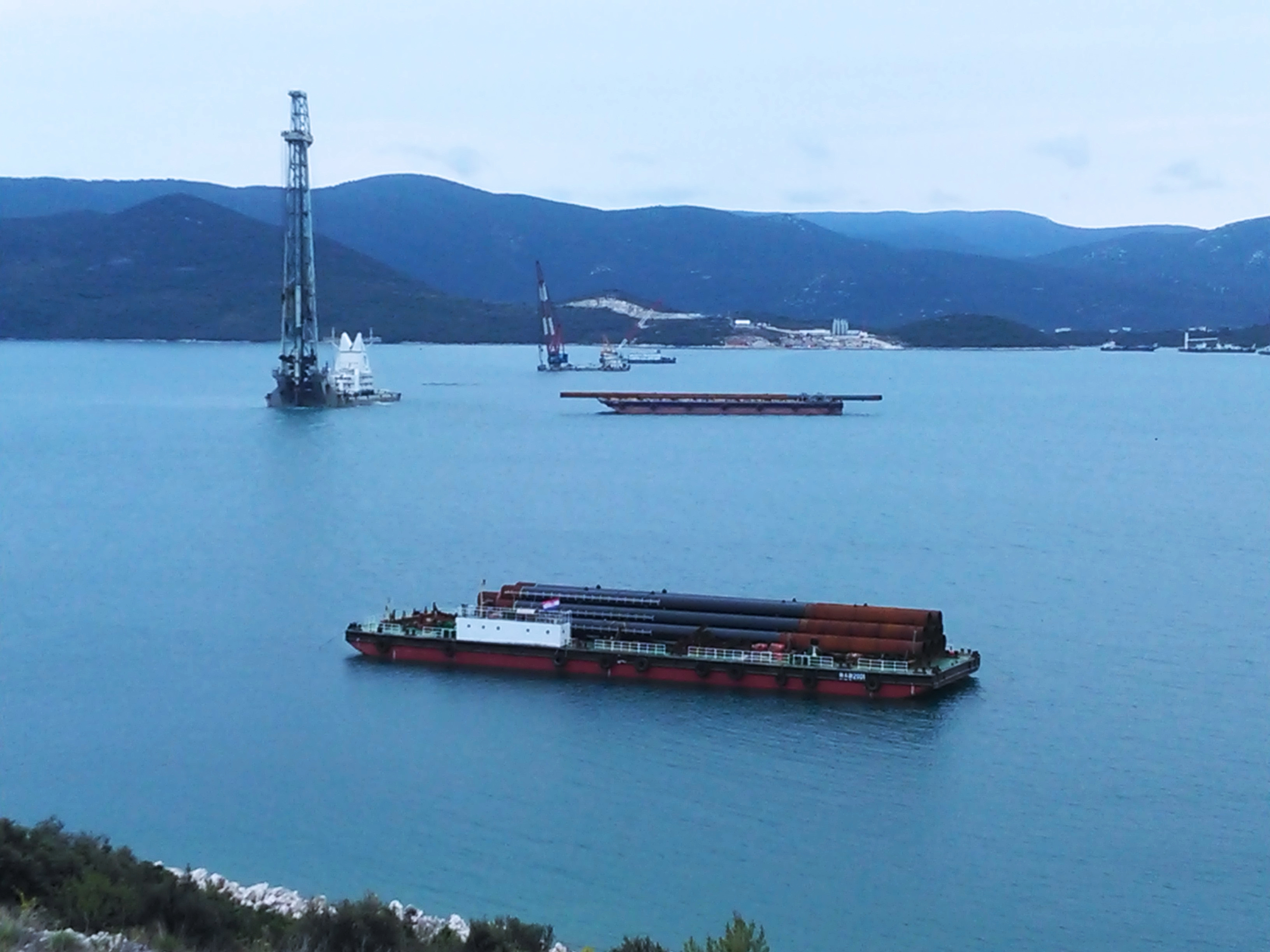
أبريل 2019
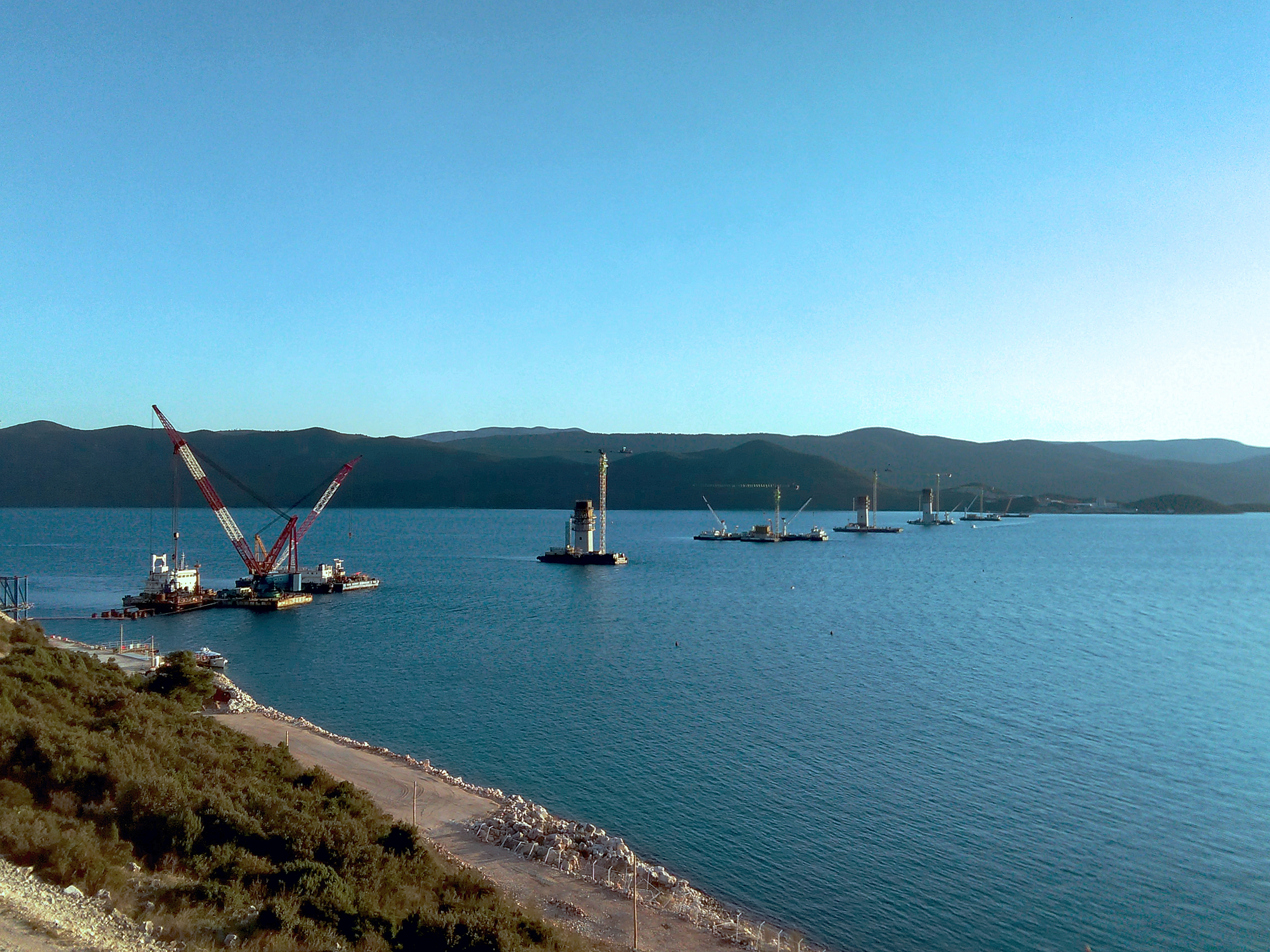
فبراير 2020
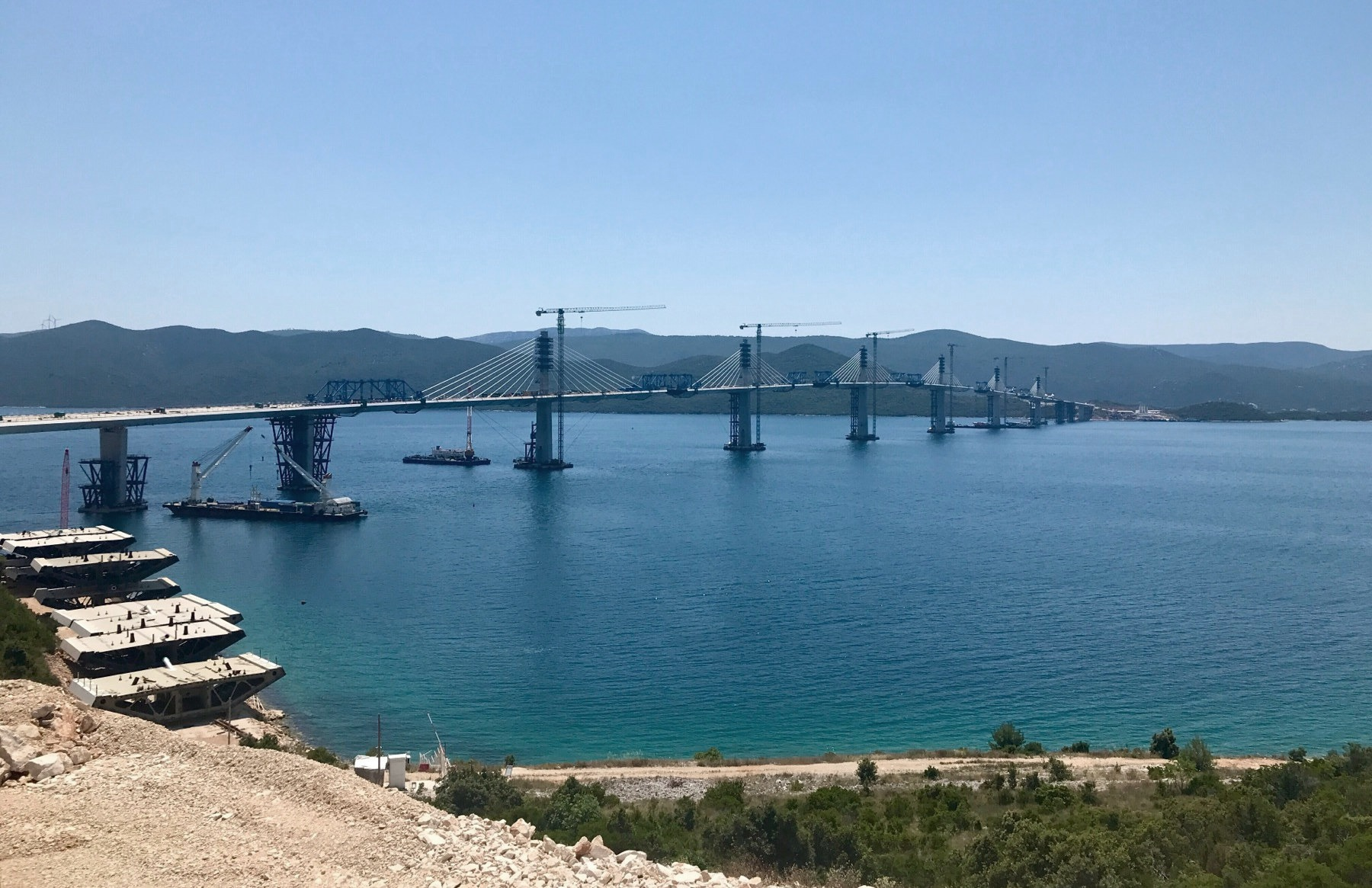
يونيو 2021

## جوانب مثيرة للجدل

### حماية البيئة
تسببت فكرة وجود جسر كبير يربط بيليساك بالبر الرئيسي في قلق نشطاء البيئة في كرواتيا، الذين عارضوا ذلك بسبب الضرر المحتمل للحياة البحرية في خليج مالي ستون، وكذلك تربية الأحياء البحرية. جرى تناول هذه المخاطر والمخاوف صراحة في الدراسات الأولية.
في أكتوبر 2015، أصدرت وزارة البيئة وحماية الطبيعة الكرواتية قرارًا يؤكد إجراء مشاورات عبر الحدود بشأن تأثير المشروع على بيئة البوسنة والهرسك وفقًا لاتفاقية تقييم الأثر البيئي في منطقة عابرة للحدود. ولم تقدم البوسنة والهرسك ملاحظاتها ولم تطلب تمديد الإطار الزمني للتشاور.

### تحليل التكاليف والفوائد
كان هناك معارضة للفكرة أيضًا لأسباب اقتصادية مختلفة، وحول ما إذا كان هذا الجسر ضروريًا حقًا بدلاً من عقد صفقة مختلفة مع البوسنة والهرسك، وما إذا كان مكلفًا للغاية إذا جرى بناؤه وفقًا للمتطلبات البيئية، أو ما إذا كان من الأفضل استبداله وإنشاء نفق تحت البحر.
فكرة بناء أنبوب مغمور بدلاً من ذلك كتصميم أكثر فعالية من حيث التكلفة، لا يعيق الوصول إلى نيوم لم تقبلها السلطات الكرواتية.
وفقًا لبرنامج الأخبار Dnevnik Nove TV، كان هناك احتمال آخر يتمثل في إنشاء ممر سريع عبر البوسنة والهرسك بجدران عالية ومراقبة صارمة.
أثناء عملية انضمام كرواتيا إلى الاتحاد الأوروبي، ادعت الحكومة الكرواتية أن الجسر سيكون «شرطًا أساسيًا» لكرواتيا لدخول منطقة شنغن. ومع ذلك، صرحت المفوضية الأوروبية في عام 2010 أن هذا ليس سوى واحد من عدة خيارات للتعامل مع هذه القضية.

### القانون الدولي ووصول البوسنة والهرسك إلى المياه الدولية
عارض بناء الجسر العديد من الجهات السياسية الفاعلة في البوسنة والهرسك، لأنه سيعقد الوصول إلى المياه الدولية. عارض العديد من السياسيين البوسنيين في البداية بناء الجسر، الذي كان من المقرر في الأصل أن يكون بارتفاع 35 متر (115 قدم) فوق البحر، لأنه سيجعل دخول السفن الكبيرة إلى ميناء نيوم أمرًا مستحيلًا. على الرغم من أن ميناء نيوم غير مناسب آنذاك لحركة المرور التجارية، وأن معظم التجارة من البوسنة والهرسك وإليها تمر عبر ميناء بلوتشي الكرواتي، فقد أعلن العديد من السياسيين البوسنيين أنه قد يجري بناء ميناء جديد في المستقبل، وأن بناء الجسر من شأنه أن يضر بهذا الطموح.
في أغسطس 2017، كتب مجموعة من النواب البوسنيين رسالة إلى الممثلة العليا للاتحاد الأوروبي للشؤون الخارجية والسياسة الأمنية فيديريكا موغيريني، وإلى الممثل السامي للبوسنة والهرسك فالنتين إنزكو، ذكروا فيها أن بناء الجسر يُعد انتهاكًا لاتفاقية الأمم المتحدة لقانون البحار و"قطع بلادهم دون إذن عن المياه الدولية عبر مشروع جسر بيليساك، ودعوا كرواتيا" إلى وقف الاعتداء على سيادة البوسنة والهرسك كدولة بحرية والتوقف عن جميع الأنشطة المتعلقة ببناء مشروع جسر غير قانوني في موقع كومارنا - بيليساك ". وأشار النواب البوسنيون إلى أن البوسنة والهرسك لم تمنح أبدًا موافقة رسمية، من قبل مجلس الوزراء ولا من قبل الرئاسة، على مشروع الجسر وتمويله بأموال الاتحاد الأوروبي.
وذكرت كرواتيا أن الجسر يقع حصريًا داخل الأراضي الكرواتية والمياه الإقليمية الكرواتية، وبالتالي يحق لها بموجب قانون البحار الدولي تشييد الجسر دون الحاجة إلى أي موافقة من البوسنة والهرسك. كما أعربت كرواتيا عن التزامها بالاحترام الكامل للحقوق الدولية التي تتمتع بها البلدان الأخرى في شبه جزيرة بيليساك، بما في ذلك حق المرور البريء الذي تتمتع به جميع البلدان بموجب اتفاقية الأمم المتحدة لقانون البحار، وحق البوسنة والهرسك في وصول غير مقيد إلى المياه الدولية. كما ذكرت كرواتيا أن الارتفاع المتوقع للجسر (55 م، 180 م ft) سيسمح لكل سفن الشحن البوسنية الحالية باستخدام المسار الملاحي الحالي للعبور تحت الجسر، وفي حالة قدوم أي سفينة يزيد ارتفاعها عن 55 متر (180 قدم) إلى ميناء في البوسنة والهرسك يمكن أن ترسو بدلاً من ذلك في ميناء بلوتشي الكرواتي، تماشياً مع اتفاقية النقل الحر لعام 1995.

### الارتباط بالتصديق على معاهدة ترسيم الحدود

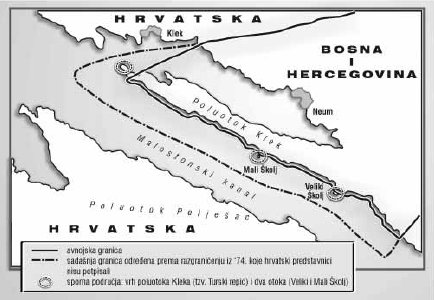
حدود البوسنة والهرسك (الخط المتصل) بالقرب من نيوم بصيغتها المعدلة (الخط المتقطع) وفقًا لاتفاقية 1999

اتفقت البوسنة والهرسك وكرواتيا على معاهدة ترسيم الحدود في عام 1998. جرى التوقيع على المعاهدة من قِبل الرئيسين السابقين، علي عزت بيغوفيتش وفرانيو تودجمان، ولكن لم يجري التصديق عليها في البرلمانات المعنية، لذلك لم تدخل حيز التنفيذ. تنص الاتفاقية على تعريف أراضي البلدين، في منطقة بيليساك، والذي يختلف اختلافًا طفيفًا عما هو مبين في الخرائط، حيث وافقت كرواتيا على الاعتراف بسيادة البوسنة والهرسك على جزيرتين صخريتين صغيرتين (مالي شكولي وفيليكي شكولي.) وطرف شبه جزيرة كليك بالقرب من نيوم.
في 17 أكتوبر 2007، اعتمدت رئاسة البوسنة والهرسك موقفاً رسمياً جاء فيه أن «البوسنة والهرسك تعارض تشييد جسر [بيليساك] حتى يتم حل القضايا المتعلقة بتحديد الخط الحدودي البحري بين البلدين» وطلب عدم اتخاذ كرواتيا أي إجراءات انفرادية فيما يتعلق ببناء الجسر. وصرح النائب البوسني خالد جنجاك أن هذا الموقف الرسمي لم يُتراجع عنه أبدًا، وبالتالي لا يزال ساري المفعول، في حين لم تعط أي جهة بوسنية رسمية موافقتها الصريحة على بناء الجسر. وقال إن «الادعاءات القائلة بأن كرواتيا تبني جسراً على أراضيها غير صحيحة لأن مياه البحر تحت جسر بيليساك ليست ولا يمكن أن تكون مياه كرواتية أو داخلية، بل مياه دولية تمتد من المياه الإقليمية للبوسنة والهرسك إلى المياه المفتوحة».
صرح العضو البوسني في الرئاسة، بكر عزت بيغوفيتش، أنه يعتقد أن كرواتيا لا ينبغي أن تمضي قدما في بناء الجسر قبل الاتفاق على ترسيم الحدود البحرية، على أساس موقف الرئاسة لعام 2007، وأن الاتفاق على استخدام ميناء بلوتشي لم يتم التصديق عليه بعد.
بينما أيد العضو الكرواتي في الرئاسة، دراغان كوفيتش باستمرار بناء الجسر وذكر أن «وضع إشكالية في تشييد جسر بيليساك ليس الموقف الرسمي للبوسنة والهرسك. وكان الموقف الرسمي في السنوات الأخيرة يعني تشجيع كرواتيا على الاستمرار في المشروع الذي له أهمية كبيرة للبوسنة والهرسك أيضًا، والأمر يتعلق بموقف حزب واحد (حزب العمل الديمقراطي) واثنين من الأفراد في ذلك الحزب، وأن كرواتيا امتثلت لجميع الشروط الموضوعة».
وذكر العضو الصربي في رئاسة الجمهورية ملادن إيفانيتش أنه يؤيد البناء وأنه كان من الضروري التأكد من أن النظام البحري يسمح للسفن أن تأتي بحُرِّية إلى نيوم.
صرح رئيس جمهورية صربسكا ميلوراد دوديك في أغسطس 2017 أن كرواتيا لها الحق في بناء جسر بيليساك، مضيفًا أن الأحزاب البوسنية تخلق مشاكل بلا داع.